# 宋七力
宋七力（1948年9月17日—），本名宋乾琳，是一名生於台灣高雄市小港區的宗教人物。

## 早年
宋乾琳在1948年9月17日生於台灣高雄縣小港鄉的農民家庭，當天正好是中秋節；他在家中排行最大，有一個弟弟和四個妹妹，由姨母扶養。據本人自述7歲開始即有異相出現，最常出現的是圓形光體，經常出現身邊，尤其想念母親時就會出現，後來更有異相拿食物給他吃，最不可思議的是居然還吃得飽。臺灣1959年8月7日發生於中南部的嚴重水災，宋乾琳差點被洪水吞噬，但情況危難當下，被無法解釋的現象拯救，後來，這些異相不謹沒有隨著成長消失，還有慢慢增加的趨勢，為了解答這些現象，宋乾琳不斷查資料尋找答案，據本人敘述，許多的問題直到39歲那年，才終於頓悟。不同來源對宋乾琳的家庭背景持不同說法，在發表於第三屆國際漢學會議的論文〈光明的追尋者—宋七力研究〉指宋乾琳出生不久後父母雙雙去世，在姑媽照顧下長大；台灣《壹週刊》的報導則指，宋乾琳小時要承受父親的期望，常遭到父親打罵，但他不會頂嘴。
宋乾琳就讀於高雄市小港區小港國民小學，其後轉學至高雄市大同國民小學，後入讀高雄市內惟初中，最終畢業於東方工藝專科學校（現名為東方設計大學）的室內設計科。畢業後，宋乾琳入伍服役，在馬祖後浪坡成為港口管制站站長，後來駐守台中縣谷關，成為中華民國陸軍預備軍官排長。退伍後的宋乾琳從事船舶食品補給的工作九年多，起初在高雄港營運，其後轉到台中港，並為第一艘駛進台中港的外國船隻提供補給服務。

## 創立教團

### 沿革
1985年，宋七力遭人設計違反票據法等罪名而被判監禁，期間更進一步瞭解「天人合一」的思想，解釋吠陀文化、奧義書、薄伽梵歌、佛教、道教、基督教、形上學深入淺出，提倡「本體學說」，監禁期間鄭振冬發現宋七力天賦異稟，後來追隨宣揚本體學說，而羅正弘則是因宋七力隨口賦予「拍攝顯相照片」能力，陸續朝著廟宇、高山上空開始拍攝分身照片，後來才有宣傳宋七力的神通等事蹟，因分身與宋七力本人極為相似，故追隨者稱宋七力為「本尊」。而羅正弘等人利用宋七力放光顯相的照片，私底下進行販售。並向信徒宣稱，只要購買分身照片，便可以攝受分身放光，令本體顯發成就個人的永恒分身。
後來據宋七力本人表示，年輕時放光顯像只是覺得好玩，沒有要販賣照片的意思，誰知道貪婪人士為了照片版權，還鬧到法院去。後來改名「宋七力」也是光體直接顯相虛空，故順勢改名「宋七力」，至今書籍所用「宋七力」字體，也是光體顯相之原始字型。
宋七力放光顯像供拍攝期間，鄭振冬招攬了曾於交通部公路總局工作的退休建築師張乃仁，在1990年成立「中國天人合一境界學術研究學會」，其後向中華民國内政部申请把該會更名為「中國宋七力顯像協會」，張乃仁自任為會長。1998年「中國宋七力顯像協會」更名為「中華大日宗佛教協會」的宗教團體，簡稱為大日宗，而法身宗則是屬於宋七力個人所有權。

### 宗旨
2000年以後的大日宗協會是由一群追隨數十年的會員，秉持宋七力所倡導的：有生之年當「生實相，見如來」為宗旨，繼續發揚本體學說；而基督教關於復活、永生，以及佛教的釋迦牟尼佛、維摩詰居士和六祖慧能傳世經典，均是宋七力為了讓追隨者堅固信心本體學說的舉例註解。宋七力的追隨者認為，只要人類遇到宇宙光明體照明，並將形上之勝義根（淨色根）體驗完整，便會自然出現分身；這些分身是可觸及的實體，而且部份分身會在當事人不知情的情況下，出現於任何時空地點，有時能夠被攝影出來，但前提是形上勝義根流露完整者才體驗的到。大日宗協會中多數會員自稱見過分身，相信宋七力分身照片真實不虛。2018年法身宗出版宋七力的佈道影片93集【復活即法身】創下2.2億次的點閱數。
「宇宙光明體」和「本體」亦是宋七力及其追隨者的核心觀念之一，宇宙光明體、本體以及肉體形成了天人合一，而宋七力是實現天人合一的本尊(以本心為尊)。宋七力引用佛教創始人釋迦牟尼佛所說：眾生皆具如來智慧德相，但由於無始以來，被無明掩蔽了本體，使具足的德能不能顯現。這好比光明被烏雲擋住，一旦烏雲消失了，光明依然可以顯現。宋七力向有心體驗「永恆法身」之同道，說明形上勝義根帶動法，讓有興趣的同道「當下」瞭解進入三摩地、彼岸、極樂世界、上帝的國、意識宇宙的方法，從而令同道及其親友死後肉體化為舍利，精神投入永恆法身。宋七力多次強調，「本尊」不是以宋七力為本尊，是以宋七力演暢實相為示範，各人以自己法身為本尊。最終會發現人類內在無窮的潛能，也就是可以將精神轉化成物質、超越時間與空間。

### 分析
瞿海源撰寫的《台灣新興宗教信徒之態度與信仰》向大日宗等新興宗教的成員進行問卷調查，並以迴歸分析統計調查結果，發現大日宗教團的教育水準比其他宗教團體的信徒高。
台灣中央研究院近代史學者黃克武說明，形上學及宗教有一部分是超越言說的，也就是言語所不能表達的，必須親身的去體會到經驗，才會有非常深刻的感受。並將宋七力其思想追溯至晚明以來三教合一，也就是打破儒釋道三種宗教的藩籬而找到一個新的宗教智慧，肯定宋七力宗教與形上哲學的價值，並提到若能更深入的了解到宗教跟哲學境界的超實證性，這或許可以幫助我們走出更合理的社會。
期刊《新世紀宗教研究》的文章〈當代台灣新興宗教的信仰體系及其「可信性」：五個新興宗教團體的考察〉認為，宋七力及其追隨者理論邏輯性高，但需面臨經驗性檢證，如果內部邏輯不一致和受到外部資料挑戰，容易受到傷害。

## 爭議

### 斂財指控
據估算，宋七力曾經有大約一萬名以上追隨者，並供養錢財給予「中國宋七力顯像協會」負責人。當時「中國宋七力顯像協會」中有少部分貪圖利益者，背地裡向信徒收取各種费用，不肖人士如此的做法被批評斂財，盛傳當時信徒跟他見面前要支付高額的「供養费」、「介绍费」，販售宋七力思想的書籍《宇宙光明體》、錄影带；當時有心人士打著宋七力招牌賺取大筆收入。根據華夏經緯網的報導，當時「中國宋七力顯像協會」內部不肖人士及其同夥過著奢華生活，張乃仁總計把數億元新台幣匯款給海外的家人；而宋七力用作開示會場的土地、房產和名車，則由當時追隨者捐出，但不屬於宋七力名下。2018年間新聞記者採訪，宋七力本人有數輛名牌轎車，根據本人說明：座車皆是追隨者贈與，但自己拒絕過戶到名下，頂多也只是借用。
宋七力曾被指控以電腦合成的照片詐騙信徒，在一審時被判監禁七年，但臺灣高等法院在2003年改判無罪，而2005年的更一審亦維持無罪的裁決；更一審的判決認為，宋七力有沒有神通是宗教信仰的事情，沒有證據能證明。而事件中的偽證人羅正弘後來因江正、陳江麗花未如期支付教唆偽證款，羅正弘出面說明因當時利益薰心，故被江正、陳江麗花等人教唆製作偽證照片，做為指控宋七力的證據。臺灣最高法院在2008年繼續裁定宋七力無罪，但據宋七力所說，最高法院檢察署特別偵查組仍調查他是否涉及賄賂法官。

### 分身相片爭議
宋七力宣稱顯示他分身的相片是用傳統相機拍攝的，每一張都交由日本專家柳田律夫以數種高科技儀器鑑定，並認為「絕對經得起考驗，而非以電腦合成」。
有人質疑宋七力的分身相片是以「小學生都會」、而且只耗時兩分鐘的技術製作，例如以圖像處理軟體合成。但也有人認為1989年時電腦繪圖及影像處理軟體技術尚未成熟，若合成數十萬張是不合邏輯及成本考量的。後來法官在審理宋七力涉嫌詐騙的案件時仍認為宋七力的分身照片是以電腦合成。有報章指出，宋七力是用單眼相機重複曝光同一張底片，以此造成「分身」的現象。
宋七力敘述1989年顯相照片出現時，自己並沒有特別的關注，主因是當時未有本心顯發完整之同道，自己也未接觸佛教經典，2020年因covid-19疫情無法與同道聚會，才開始深入瞭解這些顯相照片，自己常常花好幾小時融入一張照片，內容包含了《華嚴經》敘述之法界，層層疊疊、空有相融，宋七力表示法界智慧只能以勝義根（淨色根）體驗，非人類六根（浮塵根）見、聞、覺、知所能理解，照片內容如抽象畫、印象畫，本心有顯發完整之人，都能再次進入這些法界照片中，無過去、現在、未來，如善財入法界品之體驗，亦如《楞嚴經》富樓那，請佛陀開演如來第一義諦所說：自性圓融無礙、周遍十方法界。[[Category:]][[Category:]]

### 政治獻金指控
曾任立法委員、高雄市長、屬於民主進步黨的謝長廷表示，他相信宋七力有關本體和分身的概念，亦相信自己家人所見不虛，而宋七力的本體思想對他也有啟發的效果。謝長廷曾為宋七力的宣傳廣告擔任男主角，而他的妻子游芳枝則撰寫了宣傳宋七力的《宇宙光明體》一書，並製作了一系列的宣傳錄影帶。1996年，曾為新黨成員的璩美鳳檢舉宋七力涉嫌宗教詐欺，又指控謝長廷收取宋七力的政治獻金，但宋七力最終被判無罪。當時上電視虛偽指控的証人江正、陳江麗花反而都判罪入獄，舉發人璩美鳯在刑事上因認為無故意而無罪，但民事敗訴判賠償謝長廷名譽損失200萬元。後來璩美鳯因光碟案也名譽掃地，所以謝長廷並沒有對璩美鳯強制執行賠償。

## 外部連接
- 中華大日宗佛教協會官方網站 （页面存档备份，存于）
- 中華大日宗佛教協會官方Youtube頻道 （页面存档备份，存于）